# С лице към Слънцето
„С лице към Слънцето“ (на испански: De frente al sol) е мексиканска теленовела от 1992 г., създадена от Рене Муньос, режисирана от Мигел Корсега и Моника Мигел, и продуцирана от Карла Естрада за Телевиса.
В главните роли са Мария Сорте и Алфредо Адаме, а в отрицателните – Анна Силвети, Хосе Елиас Морено и Лилия Арагон.

## Сюжет
Алисия Сандовал е самотна майка, която е направила големи саможертви, за да осигури добро обазование на дъщеря си, Каролина. Най-добрата приятелка на Алисия е Чоле – местна жена, която живее с майка си, Лич, стара дама, и дъщеря си, Лупита, която се срамува от произхода си и презира майка си и баба си. Каролина и Лупита посещават едно и също училище, където стават големи приятелки.
Алисия работи като говорителка в Мирамар, популярна радиостанция във Веракрус, собственост на Даниел Сантана, добър мъж, вдовец, с една дъщеря, Елена. Даниел се възхищава на Алисия и я обича. Въпреки това, тя не отвръща на чувствата му, но също така трябва да издържи на тормоза на Еулохио, фанатик, който винаги я слуша по радиото и е обсебен от нея, до такава степен, че се опитва да я изнасили. За щастие, сред всички конфликти, Алисия се запознава с Едуардо Фуентес, по-млад мъж, с когото започва връзка. Въпреки това, Офелия, майката на Едуардо, се противопоставя на връзката им, и в съучастие със Сара, която е влюбена в него, ще направят всичко възможно, за да ги разделят.

## Актьори
Част от актьорския състав:
- Мария Сорте – Алисия Рафаела Сандовал Гатика
- Алфредо Адаме – Едуардо Фуентес Виялба
- Лилия Арагон – Офелия Виялба вдовица де Фуентес
- Анхелика Арагон – Соледад „Чоле“ Буенростро
- Анна Силвети – Ноеми Серано Косио
- Итати Канторал – Гуаделупе „Лупита“ Буенростро
- Хосе Елиас Морено – Армандо Моран Мариньо
- Арселия Рамирес – Каролина Мендес Сандовал
- Едуардо Сантамарина – Луис Енрике Бермудес
- Ада Караско – Лич вдовица де Буенростро
- Томас Горос – Еулохио Передо
- Моника Мигел – Амаранта
- Рене Муньос – Кихано
- Ариел Лопес Падия – Хуан Карлос Фуентес
- Мигел Корсега – Ернан

## Премиера
Премиерата на С лице към Слънцето е на 4 май 1992 г. по Canal de las Estrellas. Последният 95. епизод е излъчен на 11 септември 1992 г.

## Награди и номинации
Награди TVyNovelas (Мексико) 1993
| Категория                            | Номиниран(а)                 | Резултат   |
| ------------------------------------ | ---------------------------- | ---------- |
| Най-добра теленовела                 | Карла Естрада                | Печели     |
| Най-добра актриса в положителна роля | Мария Сорте                  | Печели     |
| Най-добра актриса в отрицателна роля | Анна Силвети                 | Номинирана |
| Най-добър актьор в отрицателна роля  | Хосе Елиас Морено            | Печели     |
| Най-добра първа актриса              | Ада Караско                  | Печели     |
| Най-добра млада актриса              | Итати Канторал               | Номинирана |
| Най-добър млад актьор                | Едуардо Сантамарина          | Печели     |
| Дебютант на годината                 | Арселия Рамирес              | Печели     |
| Най-добра история или адаптация      | Рене Муньос                  | Печели     |
| Най-добър режисьор                   | Мигел Корсега и Моника Мигел | Печелят    |

Награди ACE (Ню Йорк) 1993
| Категория                           | Номиниран(а)    | Резултат |
| ----------------------------------- | --------------- | -------- |
| Най-добра актриса                   | Мария Сорте     | Печели   |
| Най-добра актриса в поддържаща роля | Анхелика Арагон | Печели   |

## Продължение
През 1993 г. е създадено продължение на теленовелата с името Отвъд моста.